# Centre sectoriel de formation en industries électriques et électroniques
Le Centre sectoriel de formation en industries électriques et électroniques (CSFIEE) est un centre de formation basé à Tunis (Tunisie).
Créé pour former des techniciens en électronique, électricité et automatisme ainsi de satisfaire les besoins du pays dans le secteur industriel, le CSFIEE est un projet bilatéral tuniso-japonais financé par les deux États et exécuté par l'Agence japonaise de coopération internationale (JICA), le ministère de l'éducation et l'Agence tunisienne de la formation professionnelle. Cette coopération, démarrée en février 2001, est arrivée à son terme en 2006.

## Spécialités
Le centre comporte quatre spécialités principales, chacune d'elles possédant ses modules étudiés suivant la méthode de l'approche par compétence.

### Techniques de conception électronique
- Techniques concernées du développement des produits électriques et électroniques ;
- CAO/DAO électronique ;
- Développement des processus de production.

### Techniques de production
- Maintenance et gestion d'une chaîne de fabrication ;
- Conception et réalisation d'une unité de production.

### Maintenance électronique des systèmes automatisés
- Maintenance des systèmes automatisés ;
- Installation et programmation des systèmes automatisés ;
- Maintenance préventive et prévisionnelle.

### Fabrication électronique
- Conception des circuits imprimés ;
- Assemblage des composants électroniques ;
- Gestion des étapes d'une chaîne de montage des composants électriques et électroniques.